# Wildbach (Fernsehserie)
Die Fernsehserie Wildbach wurde zwischen 1993 und 1997 erstmals im ARD-Vorabendprogramm ausgestrahlt. Im Mittelpunkt der Geschichten stehen die Abenteuer der örtlichen Bergwacht und die Alltagserlebnisse ihrer Angehörigen. Spektakuläre Kletteraktionen, aufsehenerregende Rettungsmaßnahmen und jede Menge Kriminalfälle sorgen für Spannung. Der Name Wildbach steht für einen fiktiven Ort irgendwo zwischen Bayern und Tirol, in dem sich die Geschehnisse zutragen sollen. In der Serie wird Garmisch-Partenkirchen als nahe Kreisstadt angegeben. Die Serie wurde allerdings in Tirol gedreht, insbesondere im Alpbachtal.

## Rahmenhandlung

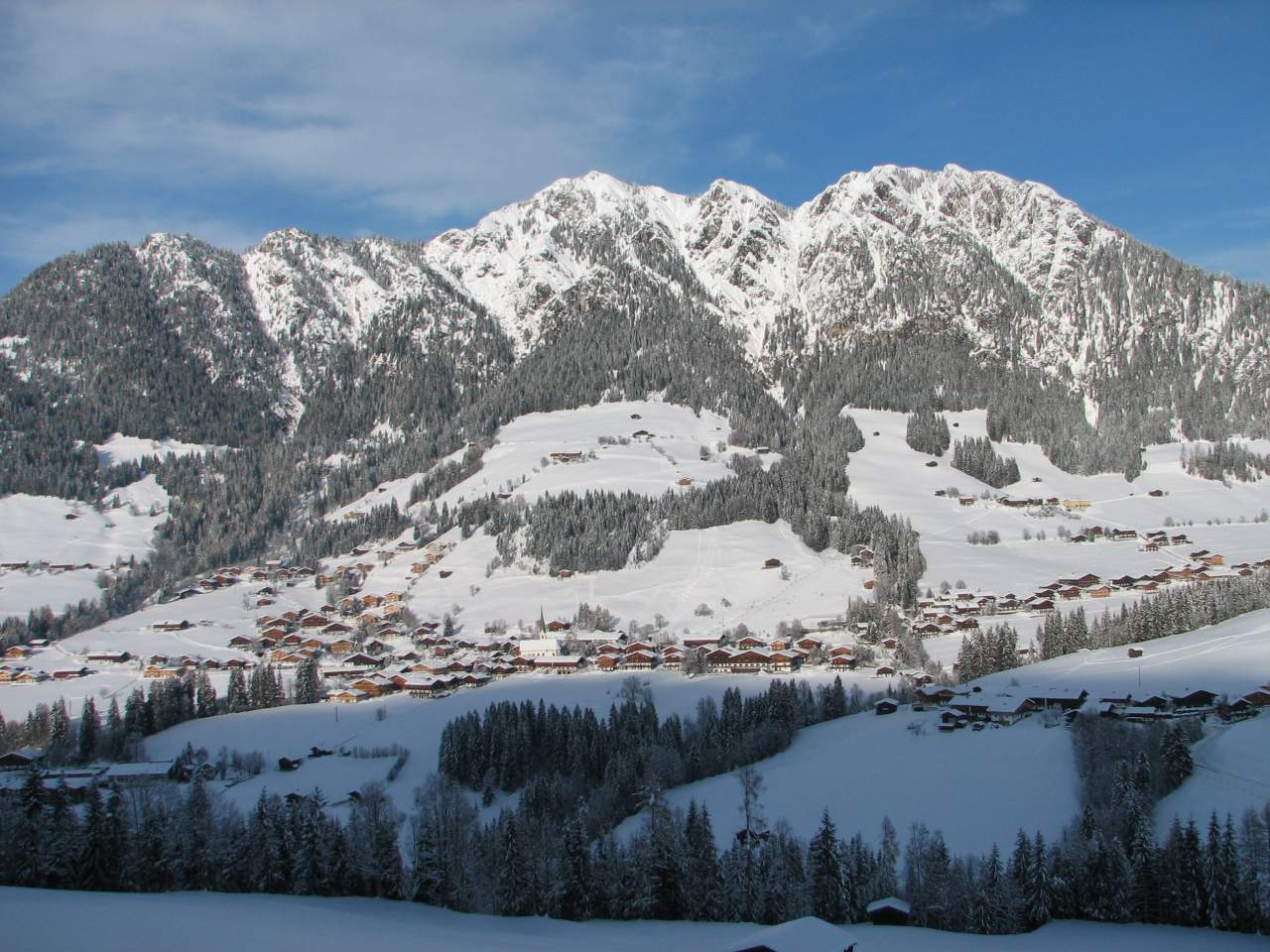
Die Tiroler Gemeinde Alpbach dient als Kulisse des fiktiven Dorfes Wildbach

Leiter der Bergwacht ist Martin Kramer, der einen ehemaligen Bauernhof bewohnt und eine unstillbare Leidenschaft für Elektronik hat. Der Tüftler arbeitet unter anderem an einem Bergnavigationssystem, bei dessen Entwicklung er auf viele Widerstände stößt. Conny Leitner, ein etwas leichtsinniger Sporthändler, betreibt ein Geschäft im Tal. Oft stürzt er sich Hals über Kopf in Abenteuer und muss von seinen Kollegen mit viel gutem Zureden wieder zur Vernunft gebracht werden. Dr. Günther Hofer ist der einzige Arzt im Ort und nebenbei auch bei der Bergwacht aktiv. Der Junggeselle macht sich immer wieder Hoffnungen bei den verschiedensten Damen, kommt aber über oberflächliche Bekanntschaften nicht hinaus.
Alois Angerer ist Pächter einer Tankstelle, die er gemeinsam mit seiner Mutter Erni betreibt. Er ist mit Inge liiert, der molligen Verkäuferin in Connys Sportladen. Der junge, gutaussehende Bernd Ferstl ist Polizist und eifriger Bergsteiger. Sein Kollege, der gedrungene Herbert Rechenbacher, hält die Stellung im Tal, im Gegensatz zu den anderen ist er kein „Bergwachtler“. Emmeran Nahaider ist Bergwirt und arbeitet ehrenamtlich in der Einsatzzentrale der Bergwacht. Die Hotelbesitzerin Christl Meierhofer ist eng mit Martin befreundet und muss den Verlust einer ihrer beiden Söhne verkraften. Als ihr der Posten einer UNO-Botschafterin angeboten wird verlässt sie Wildbach und zieht nach Genf.
Martin Kramer hat zwei Mitbewohnerinnen: Seine unternehmungslustige Tochter Lissi Kramer, die am Anfang der Serie mit dabei ist und die junge Journalistin Michaela Sommer, die Tochter einer alten Liebe, die nach Lissis „Abreise“ aus Australien eintrifft und in Wildbach heimisch wird. Beide Damen haben ein Verhältnis mit Conny, der sich jedoch laufend als Schwerenöter erweist und zu Seitensprüngen neigt. Michi arbeitet für die regionale Tageszeitung und fördert so manchen Skandal zutage. Ihre Mutter Helen, eine alte Freundin Martins, folgt ihr nach einiger Zeit; auch sie reist aus der australischen Wahlheimat an. Helen kommt Martin wieder näher und eröffnet in einer alten Berghütte ein Bistro. Die nichts ahnende Michaela wird plötzlich mit der Tatsache konfrontiert, dass Martin in Wahrheit ihr Vater ist.
Der urwüchsige Franz Hamberger ist als Präsidiumsmitglied der Bergwacht für die Wildbacher Zweigstelle verantwortlich. Wo immer er kann, macht er sich wichtig und stellt die Bergwachtler vor vollendete Tatsachen. Gerade Martin ist von seinen Plänen meist wenig angetan, dennoch versteht es Hamberger wie kein zweiter, seinen Charme spielen zu lassen. Mit einer Sondereinsatztruppe, die der Bergwacht technisch vorangehen soll, erleidet er schweren Schiffbruch. Hamberger taucht regelmäßig auf dem Kramerhof auf und lässt sich von Helens Leckereien verwöhnen. Sein Sohn Tobi ist Juniormitglied der Bergwacht und steckt voller Tatendrang. Die quirlige Leiterin des Fremdenverkehrsamtes, Eva Neureuther, ist eine gute Bekannte von Martin und bei allen Anlässen vor Ort.
Die Männer von der Bergwacht müssen sich in vielen spannenden Episoden bewähren, in denen es oft um Leben und Tod geht. Trotz allem ist die Serie mit einem kräftigen Schuss bayerischen Humors gewürzt und entbehrt nicht einer heiteren Bodenständigkeit.

## Hintergrund

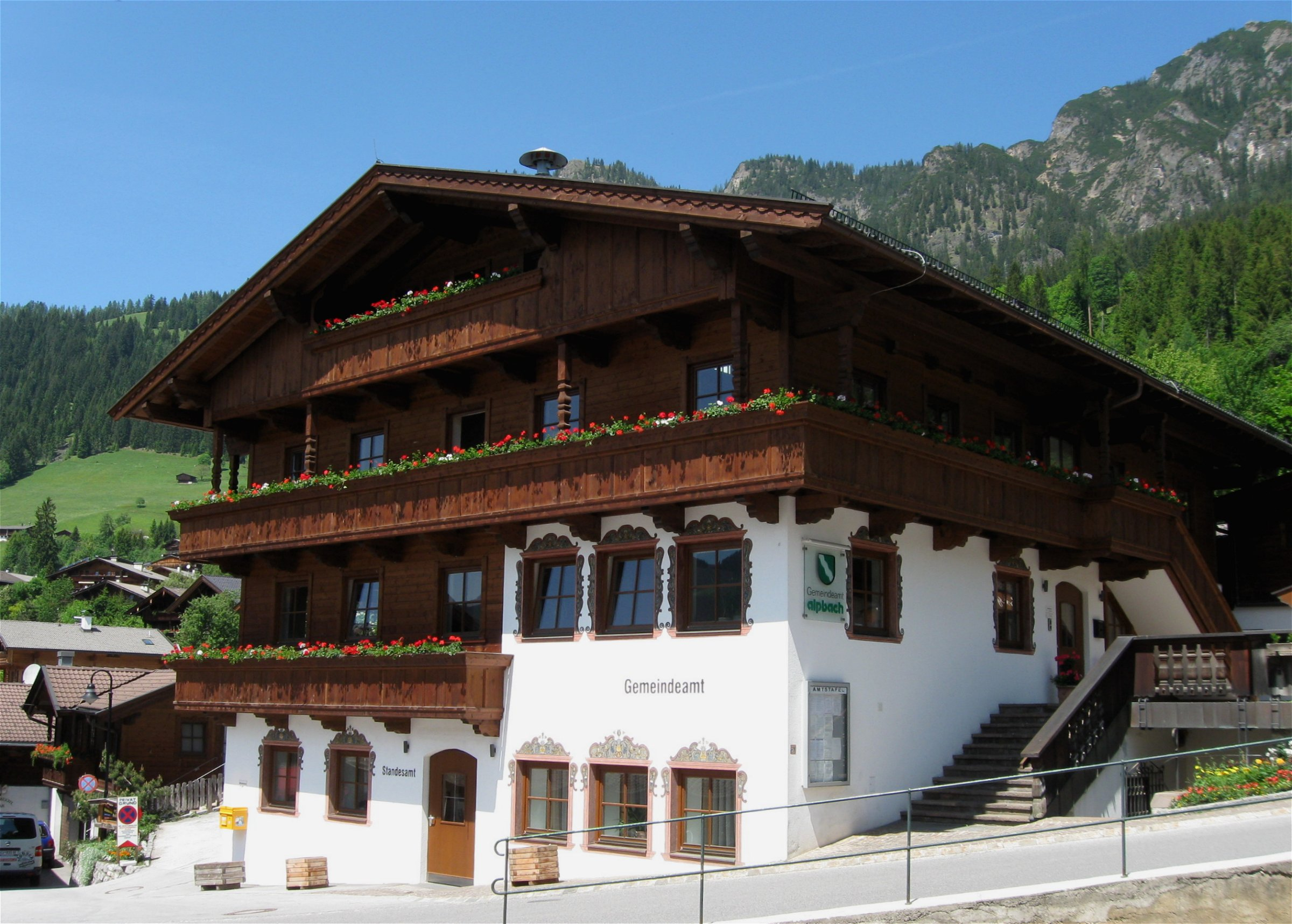
Das Alpbacher Gemeindeamt, eine Kulisse der Serie

Fast alle Episoden der TV-Serie Wildbach wurden in Alpbach und Reith im Alpbachtal gedreht. Da auch viele der Einheimische als Komparsen mitgespielt haben, entwickelte sich ein aktiver Fanclub, die „Wildbachfans“ veröffentlichten regelmäßig Neuigkeiten rund um die Serie und den Ort. Entsprechend wurden die Drehorte auch touristisch ausgenutzt und Wanderungen und Besichtigungen angeboten. Den Titelsong Free and Easy komponierte Stephan Massimo, gesungen wurde er von Stan Bush.

## Episodenliste

### Staffel 1
| Nr. Gesamt | Nr. Staffel | Episodentitel             | Erstausstrahlung in der ARD |
| ---------- | ----------- | ------------------------- | --------------------------- |
| 1          | 1           | Der Tod geht mit          | 1. September 1993           |
| 2          | 2           | In der Mausefalle         | 8. September 1993           |
| 3          | 3           | Berg-Rallye               | 15. September 1993          |
| 4          | 4           | Fortuna liebt nicht jeden | 22. September 1993          |
| 5          | 5           | Jessica                   | 29. September 1993          |
| 6          | 6           | Die im Trüben fischen     | 6. Oktober 1993             |
| 7          | 7           | Kletterkrieg              | 13. Oktober 1993            |
| 8          | 8           | Gefangen im Fels          | 20. Oktober 1993            |
| 9          | 9           | Alles oder nichts         | 27. Oktober 1993            |
| 10         | 10          | Rettung auf italienisch   | 3. November 1993            |
| 11         | 11          | Kids                      | 10. November 1993           |
| 12         | 12          | Geheimnisse               | 24. November 1993           |
| 13         | 13          | Pistenrowdys              | 1. Dezember 1993            |

### Staffel 2
| Nr. Gesamt | Nr. Staffel | Episodentitel             | Erstausstrahlung in der ARD |
| ---------- | ----------- | ------------------------- | --------------------------- |
| 14         | 1           | Die Feuertaufe            | 19. September 1994          |
| 15         | 2           | Höhenflüge                | 29. September 1994          |
| 16         | 3           | Werbung für die Bergwacht | 10. Oktober 1994            |
| 17         | 4           | Survival                  | 17. Oktober 1994            |
| 18         | 5           | In aller Freundschaft     | 24. Oktober 1994            |
| 19         | 6           | Gefährliche Liebe         | 31. Oktober 1994            |
| 20         | 7           | Unbestimmter Verdacht     | 7. November 1994            |
| 21         | 8           | Die Jenseits-GmbH         | 14. November 1994           |
| 22         | 9           | Die Wette                 | 21. November 1994           |
| 23         | 10          | Mr. Mountainbike          | 28. November 1994           |
| 24         | 11          | Spionin aus Liebe         | 5. Dezember 1994            |
| 25         | 12          | Auf Leben und Tod         | 12. Dezember 1994           |
| 26         | 13          | Offene Rechnungen         | 19. Dezember 1994           |

### Staffel 3
| Nr. Gesamt | Nr. Staffel | Episodentitel       | Erstausstrahlung in der ARD |
| ---------- | ----------- | ------------------- | --------------------------- |
| 27         | 1           | Extreme             | 25. März 1996               |
| 28         | 2           | Rivalen             | 1. April 1996               |
| 29         | 3           | Gewitter mit Folgen | 15. April 1996              |
| 30         | 4           | Felstiger           | 22. April 1996              |
| 31         | 5           | Gefährlicher Schnee | 29. April 1996              |
| 32         | 6           | Die zweite Chance   | 6. Mai 1996                 |
| 33         | 7           | Wintergäste         | 13. Mai 1996                |
| 34         | 8           | Lawinengefahr       | 20. Mai 1996                |
| 35         | 9           | Jagdfieber          | 3. Juni 1996                |
| 36         | 10          | Der Skandal         | 1. Juli 1996                |
| 37         | 11          | Falscher Alarm      | 8. Juli 1996                |
| 38         | 12          | Das Kleeblatt       | 15. Juli 1996               |
| 39         | 13          | Die Herausforderung | 22. Juli 1996               |

### Staffel 4
| Nr. Gesamt | Nr. Staffel | Episodentitel        | Erstausstrahlung in der ARD |
| ---------- | ----------- | -------------------- | --------------------------- |
| 40         | 1           | Erpressung           | 18. Juni 1997               |
| 41         | 2           | Das Coverfoto        | 25. Juni 1997               |
| 42         | 3           | Tödliche Fehler      | 2. Juli 1997                |
| 43         | 4           | Mr. Honeymoon        | 9. Juli 1997                |
| 44         | 5           | Sabotage             | 16. Juli 1997               |
| 45         | 6           | Lebendig begraben    | 23. Juli 1997               |
| 46         | 7           | Snowboard-Fieber     | 30. Juli 1997               |
| 47         | 8           | Spurlos verschwunden | 13. August 1997             |
| 48         | 9           | Einzelgänger         | 20. August 1997             |
| 49         | 10          | Miese Geschäfte      | 27. August 1997             |
| 50         | 11          | Das Amulett          | 3. September 1997           |
| 51         | 12          | Abgestürzt           | 17. September 1997          |
| 52         | 13          | Nach Nepal           | 24. September 1997          |

## Wildbach auf DVD
Seit dem 13. Mai 2008 sind sämtliche Folgen auf DVD-Boxen mit 4 bzw. 5 DVDs erhältlich:
- Wildbach Folgen 01–16 = 4 DVDs
- Wildbach Folgen 17–32 = 4 DVDs
- Wildbach Folgen 33–52 = 5 DVDs